# Welma Fon
Welma Fon, née le 1er juin 2002 en Belgique, est une footballeuse internationale belge qui joue au poste d'attaquante au Standard de Liège.

## Biographie
Welma Fon commence à jouer au football à l'âge de quatorze ans au Standard de Liège, après avoir fait du handball durant sa jeunesse. 

### En club
Lors de la saison 2020-2021, la Belge est intégrée au sein de l'équipe première en compagnie de Léa Desmarais et Loredana Humartus.
Le 12 janvier 2022, elle prolonge son contrat avec le Standard de Liège jusqu'en juin 2026,.
Lors de la saison 2023-2024, son équipe devient la toute première équipe à devenir presque entièrement professionnelle en Belgique.

### En sélection
Le 6 février 2023, la Belge est sélectionnée par Ives Serneels pour disputer la Arnold Clark Cup 2023. Cette dernière étant un tournoi de football féminin sur invitation organisé par la Fédération anglaise de football.
Quelques jours plus tard, lors de cette même Arnold Clark Cup 2023, la footballeuse honore sa première sélection avec la Belgique lors d'un match contre la Corée du Sud. Lors de cette rencontre, elle est remplaçante et entre au jeu à la 62e à la place d'Hannah Eurlings. Son équipe s'impose deux buts à un.

### Vie privée
Welma Fon est étudiante en psychologie à l'Université de Liège,.
Pendant la Coupe du monde féminine 2023, elle officie avec Cécile De Gernier, Audrey Demoustier et Sara Yüceil comme consultante pour la RTBF.